# Mikołaj Jan Górski
Mikołaj Jan (Jan Mikołaj) Górski herbu Nałęcz – ciwun twerski w latach 1668-1676, stolnik mścisławski w 1666 roku, stolnik parnawski w 1661 roku.
Elektor Jana III Sobieskiego z Księstwa Żmudzkiego w 1674 roku.